# Hymenaster nobilis
Hymenaster nobilis is een zeester uit de familie Pterasteridae.
De wetenschappelijke naam van de soort werd in 1876 gepubliceerd door Charles Wyville Thomson.